# Magnus Rasmussen
Magnus Rasmussen, född 1962, är en färöisk lärare, jordbrukare och politiker (Sambandsflokkurin). Han har varit borgmästare och medlem av kommunstyrelsen i Runavíks kommun sedan 1 januari 2009. Sedan det färöiska lagtingsvalet 2015 är han medlem av Lagtinget.